# Kościół św. Jadwigi Śląskiej we Wleńskim Gródku
Kościół św. Jadwigi Śląskiej – rzymskokatolicki kościół filialny we Wleńskim Gródku, części wsi Łupki, należący do parafii św. Mikołaja Biskupa we Wleniu w dekanacie lwóweckim, diecezji legnickiej.
Świątynia wpisana jest do rejestru zabytków pod numerem 361/339 z 13 listopada 1956 roku.

## Historia kościoła
Pierwsza wzmianka o kościele pochodzi z 1349 roku. W XVI w. został on przebudowany, natomiast w czasie wojny trzydziestoletniej uległ zniszczeniu. Inicjatorem odbudowy i jej fundatorem w 1662 roku był Adam von Kohlhas (zm. 1663). Świadczy o tym tablica nad wejściem z kartusze zawierającym herb fundatora i jego nazwisko.  W jej toku wykorzystano istniejące pozostałości starej budowli (zachowała się zakrystia i fragmenty renesansowej polichromii). Po ukończeniu budowy nad wejściem fundator wmurował kartusz herbowy i tablicę fundacyjną z herbem. Patronką nowego kościoła została św. Jadwiga Śląska. Po zakończeniu II wojny światowej przez kilka lat kościół stał pusty, co przyczyniło się do jego dewastacji. W roku 1978, i ponownie w 1994, został wyremontowany. Od 1971 roku jest kościołem filialnym parafii św. Mikołaja we Wleniu.

## Architektura i wnętrze kościoła
Jest to kościół jednonawowy, z zakrystią i prezbiterium, nakryty spadzistym dachem z sygnaturką. We wnętrzu kościoła znajduje się rzeźbiony ołtarz główny z początku XVII wieku. W krypcie obok ołtarza umieszczone są zaś dwa sarkofagi rodziny Grünfeldów, wsparte na orłach wykonanych z piaskowca. Na terenie cmentarza przykościelnego znajduje się średniowieczna, wykonana również z piaskowca, kapliczka pokutna - grobowa Jan Henryk (Hansa Heinricha) von Close i jego żony Marty Casparini, którą w 1765 do kościoła dobudował von Grünfeld. Kaplica to otwarty podcień ograniczony filarami z dekoracyjnym szczytem zawierającym herb nad agrafą z płytami nagrobnymi

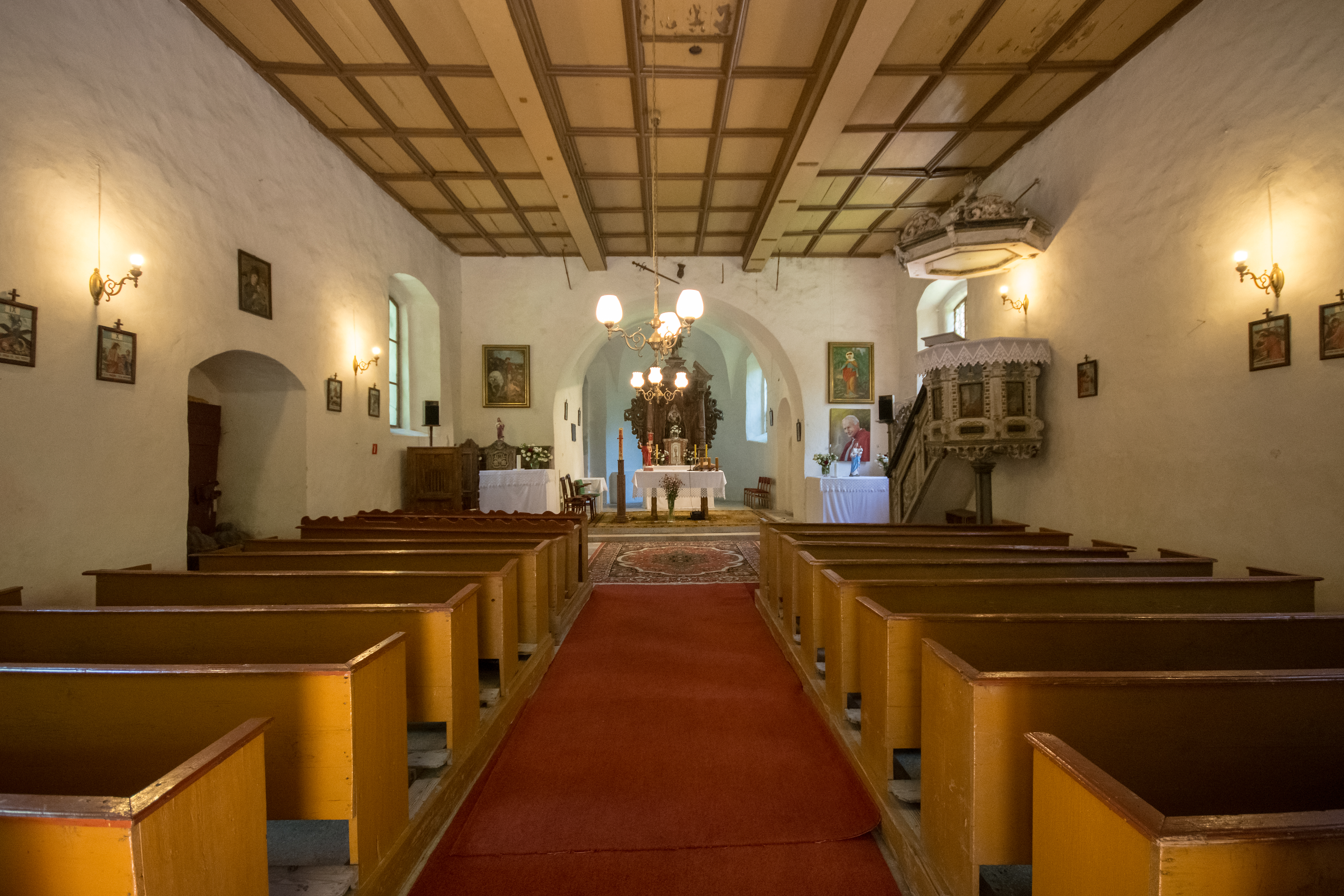
Wnętrze świątyni
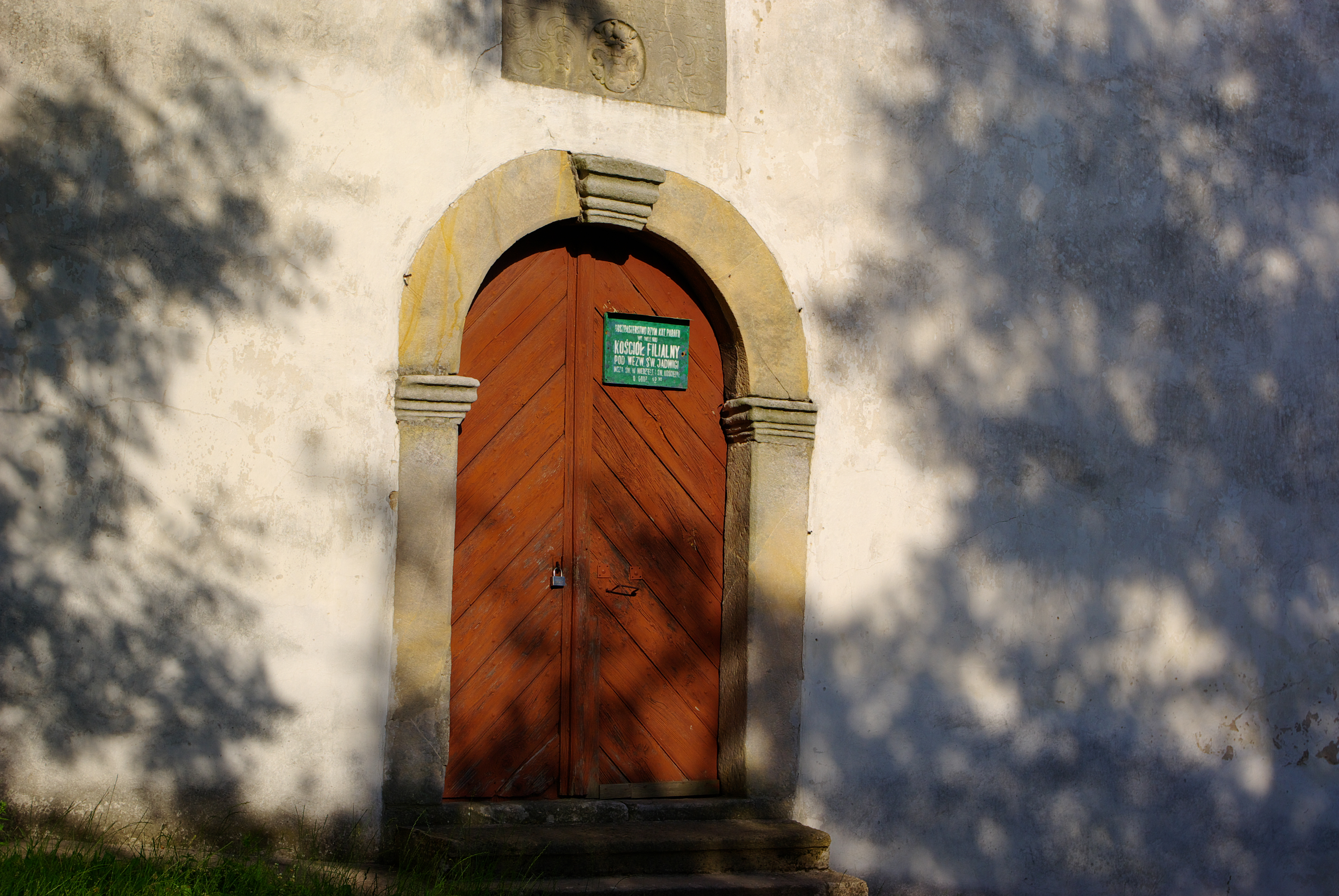
Tablica fundacji i herb Adama von Kohlhas